# Баренцкомур
Баренцко́мур (БАРЕНЦево море —КОМи — УРал) — проект железной дороги, которая соединит порт Индига, Сосногорск, Троицко-Печорск, Полуночное и Сургут.

## Проект

Примерная схема железнодорожной магистрали Баренцкомур

Проект строительства железной дороги Сосногорск — Индига прописан в Стратегии развития железнодорожного транспорта РФ до 2030 года. Строительство железной дороги Сосногорск — Индига и морского порта в Индиге входит в стратегию развития Ненецкого автономного округа до 2030 года. Планируемый морской порт в незамерзающей Индигской губе в юго-восточной части Баренцева моря сможет принимать крупнотоннажные суда дедвейтом от 150 до 300 тысяч тонн. Строительство в Индиге стационарного нефтяного терминала позволит ежегодно отгружать на экспорт до 30 млн тонн нефти. Потенциальная грузообразующая база района тяготения к порту Индига может составить до 120 млн тонн в 2030 году.

Схема линии Баренцкомур с указанием существующих линий

Протяжённость участка «Индига — Сосногорск», проходящего по территории Ненецкого автономного округа и Республики Коми 612 км. Участок Сосногорск — Троицко-Печорск находится на территории Республики Коми. Участок Троицко-Печорск — Полуночное пройдёт по территории Республики Коми и Свердловской области. Участок Полуночное — Сургут находится на территории Свердловской области и Ханты-Мансийского автономного округа — Югры. Общая протяжённость железнодорожного участка Индига — Полуночное составит около 1200 км.
Ориентировочное время начала строительства — 2020 год.
21 декабря 2019 года правительство России издало распоряжение о включении Белкомура и Баренцкомура в перечень мероприятий по развитию авиа- и железнодорожной инфраструктуры для обеспечения грузовой базы Севморпути.

## Целесообразность
Планируется, что дорога в связке с глубоководным портом в Индиге наравне с Белкомуром, или вместо него, станет новым маршрутом для экспорта продукции промышленных предприятий Республики Коми, Пермского края, УрФО, СибФО, ДВФО и даже ПриФО, вместо маршрута экспорта через порты Прибалтики и Украины, которые используются российскими компаниями в виду нехватки мощностей портов на территории РФ. Что характерно, грузовая база у Баренцкомура на 90-95 % та же, что у Белкомура. Поэтому, если будут построены обе эти магистрали, грузоотправители могут разделять отправку своих грузов по двум этим маршрутам с целью минимизации рисков.
Вся железная дорога от Индиги до Сургута целиком проходит через нефтегазоносные месторождения, поэтому нефтедобывающие компании станут одними из первых грузоотправителей и получателей для этой дороги. Нефтяникам дорога необходима для доставки строительной техники и оборудования, требуемого для освоения месторождений.
Сравнение Белкомура и Баренцкомура: Белкомур#Белкомур и Баренцкомур.

### Индига
Посёлок Индига находится в устье реки Индиги. После Крымской войны власти Российской империи рассматривали вариант транзита товаров через Индигу и строительство в этом месте порта. Также вопрос строительства порта был предложен учёными В. И. Ленину в 1922 году. В 1928 году порт намеревались строить для вывозки печорского леса. В 1999 году российский учёный Никита Моисеев предложил вернуться к этому вопросу. В октябре 2002 года глава администрации НАО Владимир Бутов сообщил о намерении добиваться правительственного решения о строительстве в Индиге незамерзающего порта. Вывоз грузов с Урала, Сибири, Казахстана, Дальнего Востока через морской порт в Индиге на 350—400 км короче, чем по Белкомуру. Благодаря воздействию тёплого течения Гольфстрим[что?] и систематическому разрушению льда в Индигской губе приливно-волновой энергией, движение судов без ледокольного сопровождения от Индиги в западном направлении возможно 7-8 месяцев в году, в восточном направлении 4-5 месяцев в году.

### Участок Индига — Сосногорск
На данный момент в этой железной дороге нуждаются нефтедобывающие компании, которым в 2008 году правительство дало право осваивать месторождения нефти Тимано-Печорской нефтегазоносной провинции. Маршрут железной дороги Индига — Сосногорск проходит вдоль всей западной границы Тимано-Печорской нефтегазоносной провинции, что сильно поможет в освоении Ижма-Печорской нефтегазоносной области и Ухта-Ижемского нефтегазоносного района. Традиционно нефтяники осваивают заполярные месторождения доставляя грузы и технику грузовиками по зимникам. Железная дорога помогла бы ускорить освоение некоторых месторождений, в том числе за счёт ликвидации фактора сезонности, присущего автодорогам Заполярья, и значительно сократить транспортные расходы.
Что касается газодобывающих компаний, то им эта железная дорога не особенно нужна. Более того, вне зависимости от того построит ли правительство РФ совместно с частными инвесторами универсальный морской порт в Индиге или нет, может быть построен частный специализированный порт для приёма СПГ-танкеров — в посёлке планируется построить завод по производству СПГ в рамках проекта «Печора СПГ».